# Tayane Porfírio
Tayane Porfírio de Araújo (Sobral, 11 de dezembro de 1994) é uma praticante brasileira de jiu-jitsu brasileiro (BJJ), tetracampeã mundial na faixa-preta pelo Campeonato Mundial de Jiu-Jitsu. Em 2017, ela conquistou o prestigiado Grand Slam da IBJJF ao vencer tanto sua categoria de peso quanto o absoluto nos quatro principais campeonatos de quimono: o Campeonato Mundial, o Campeonato Europeu, o Campeonato Pan-Americano e o Campeonato Brasileiro.

## Carreira
Iniciou sua jornada no jiu-jitsu em 2010, treinando na academia do Mestre Márcio Rodrigues. Em 2014, mudou-se para o Rio de Janeiro para treinar com o Mestre  Alexandre Paiva na equipe  Alliance Jiu Jitsu. Em 2018, começou o ano vencendo o Campeonato Europeu nas categorias de peso e absoluto. Apesar de não competir no Pan-Americano de 2018 devido a uma leve lesão, retornou para conquistar sua categoria e o absoluto no Campeonato Brasileiro de 2018. Em seguida, venceu novamente sua categoria e o absoluto no Campeonato Mundial de 2018.  Tayane terminou 2018 como a número um no ranking mundial de faixas-pretas femininas da Federação Internacional de Jiu-Jitsu Brasileiro (IBJJF).
Em outubro de 2019, Tayane conquistou a medalha de bronze no Campeonato Mundial de Submission Fighting da ADCC [en] na categoria acima de 60 kg. No mesmo ano, anunciou sua saída da equipe  Alliance Jiu Jitsu, onde treinava desde a faixa-azul, para integrar a Gracie Barra no Reino Unido. Em 1º de agosto de 2021, competiu no evento BJJ Bet 2, derrotando Gabi Pessanha por 2 a 0 nos pontos.

## Suspensão por doping
Em maio de 2019, Tayane foi suspensa por quatro anos pela Agência antidopagem dos Estados Unidos (USADA) após testar positivo para nandrolona, uma substância proibida, em amostras coletadas em 3 de junho de 2018, durante o Campeonato Mundial de Jiu-Jitsu da IBJJF. O período de inelegibilidade começou em 22 de junho de 2018, e todos os resultados competitivos após 30 de maio de 2018 foram desqualificados. Tayane aceitou a sanção, mas manteve sua inocência e a de sua equipe.

### 2023
Tayane retornou às competições da IBJJF em 19 de fevereiro de 2023, no London Open, após cumprir a suspensão iniciada em 2018. Ela venceu a divisão absoluto finalizando todas as adversárias e conquistou o ouro por default na categoria superpesado. Em 12 de agosto de 2023, competiu no Campeonato Nacional do ADCC no Reino Unido, ganhando o ouro na divisão acima de 70 kg.
Foi convidada para o Grand Prix feminino de pesos-pesados no BJJ Stars 11, em 9 de setembro de 2023. Venceu a primeira luta contra Welma Moreira, mas perdeu na semifinal para Yara Soares.
Em 20 de outubro de 2023, enfrentou Giovanna Jara em uma superluta no ADXC 1, vencendo por decisão unânime.
Substituiu Nathiely de Jesus na divisão superpesado do evento The Crown, em 19 de novembro de 2023, conquistando a prata ao perder para Gabi Pessanha na final. Em 17 de dezembro de 2023, venceu a divisão até 95 kg da Mother of the Nation Jiu-Jitsu Cup 2023.

### 2024–2025
Tayane conquistou o ouro na divisão superpesado do Abu Dhabi Grand Slam Tóquio, em 14 de janeiro de 2024. Em seguida, ganhou a prata no superpesado do Campeonato Europeu da IBJJF, em 27 de janeiro de 2024. No IBJJF Jiu-Jitsu Con No Gi International Championship 2024, em 30 de agosto de 2024, venceu o ouro no absoluto e a prata no superpesado. No dia seguinte, 31 de agosto de 2024, conquistou o ouro na divisão superpesado master 1 do IBJJF Master World Championship 2024.
Posteriormente, anunciou sua saída da Gracie Barra para retornar à  Alliance Jiu Jitsu. Em sua primeira aparição após a mudança, enfrentou Giovanna Jara no BJJ Stars 14, em 7 de dezembro de 2024, vencendo nos pontos.
Tayane enfrentou Gabi Pessanha pelo título absoluto no BJJ Stars 15, mas perdeu a luta em 26 de abril de 2025. Elas se enfrentaram novamente no Campeonato Brasileiro 2025, mas Gabi Pessanha venceu Tayane nas semi-finais do absoluto. 
No dia seguinte, Tayane enfrentou Gabi novamente na final da categoria Super Pesado e se sagrou campeã Brasileira 2025.

## Resumo competitivo no jiu-jitsu brasileiro

### Principais conquistas na faixa-preta:[1]
Campeã mundial da IBJJF (2018)  (desqualificada)
 Campeã mundial da IBJJF 2017 
 Campeã europeia da IBJJF 2018  / 2017 
 Campeã pan-americana da IBJJF 2017
 Campeã brasileira da CBJJ 2018  / 2017 
 Campeã Brasileira da CBJJ 2025

### Principais conquistas nas faixas coloridas:[1]
Campeã mundial da IBJJF 2015 roxa / 2016 marrom  
 Campeã do UAEJJF Abu Dhabi World Pro 2016 marrom 
 Campeã pan-americana da IBJJF 2017 / 2015 roxa 
 Campeã europeia da IBJJF 2015 roxa, 2016 marrom 
 Campeã brasileira da CBJJ 2014  /2015 roxa 
 Campeã do UAEJJF Grand Slam – Londres 2016 marrom  
 Campeã do UAEJJF Grand Slam – Rio de Janeiro 2016 marrom 
 3º lugar no Campeonato Mundial da IBJJF 2016 marrom 

## Linhagem de instrutores
Mitsuyo Maeda > Carlos Gracie > Hélio Gracie > Rolls Gracie > Romero Cavalcanti >  Alexandre Paiva > Tayane Porfírio